# La Chaudière
La Chaudière ist eine französische Gemeinde mit 31 Einwohnern (Stand: 1. Januar 2022) im Département Drôme in der Region Auvergne-Rhône-Alpes. Sie gehört zum Kanton Le Diois und zum Arrondissement Die. Sie grenzt im Nordwesten an Saou, im Norden an Chastel-Arnaud, im Nordosten an Saint-Benoit-en-Diois, im Osten an Pradelle, im Südosten an Rochefourchat, im Süden an Les Tonils und im Südwesten an Bézaudun-sur-Bîne. Die Bewohner werden Chaudièrois und Chaudièroises genannt.

## Bevölkerungsentwicklung
| Jahr                       | 1962 | 1968 | 1975 | 1982 | 1990 | 1999 | 2008 | 2016 |
| -------------------------- | ---- | ---- | ---- | ---- | ---- | ---- | ---- | ---- |
| Einwohner                  | 31   | 17   | 10   | 9    | 13   | 17   | 22   | 24   |
| Quellen: Cassini und INSEE |      |      |      |      |      |      |      |      |

## Sehenswürdigkeiten

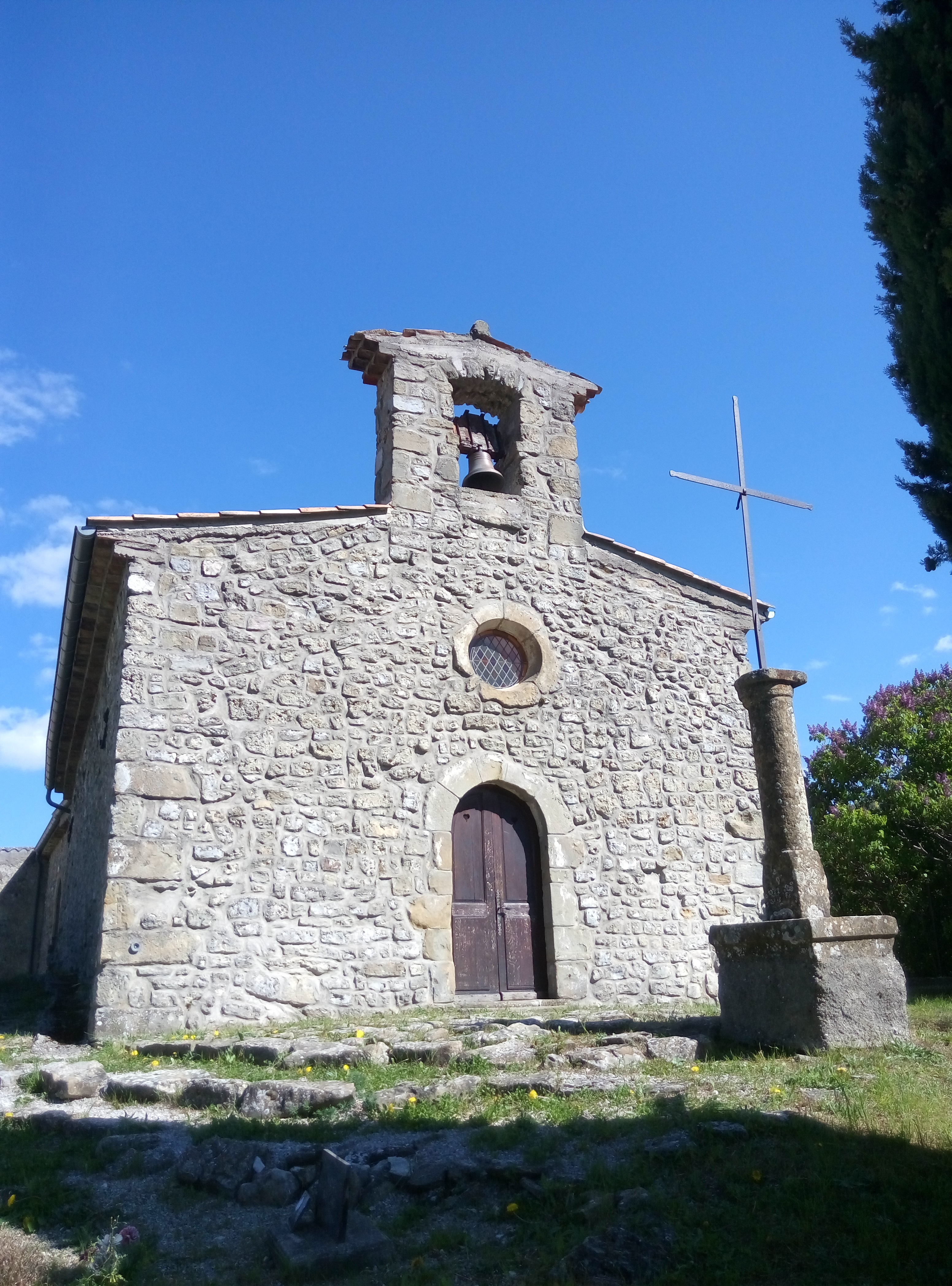
Kirche Sainte-Catherine

- Kirche Sainte-Catherine